# PGC 1380699
LEDA/PGC 1380699 ist eine Elliptische Galaxie vom Hubble-Typ E im Sternbild Löwe auf der Ekliptik, die schätzungsweise 539 Millionen Lichtjahre von der Milchstraße entfernt ist. Im selben Himmelsareal befinden sich u. a. die Galaxien NGC 3492, IC 663, IC 664, IC 666.